# Цепколенко Кармелла Семенівна
Карме́лла Семе́нівна Цепко́ленко (нар. 20 лютого 1955, Одеса) — українська композиторка. Лауреатка Національної премії України імені Тараса Шевченка (2024).

## Життєпис
1979 року закінчила Одеську консерваторію (клас композиції проф. О. О. Красотова та фортепіано проф. Л. Н. Ґінзбурґ). У 1986—1989 роках навчалась під керівництвом проф. Г. М. Ципіна в аспірантурі Московського педагогічного університету, де здобула науковий ступінь кандидата педагогічних наук. Відвідувала композиторські майстер-курси у Німеччині (Дармштадт, 1992, 1994; Байройт, 1993). Учасниця численних міжнародних фестивалів та форумів.
Авторка понад 70 творів, багато з яких записано на 12 компакт-дисках та на радіо різних країн світу. Авторка ідеї, фундаторка та артистичний директор фестивалю «Два дні й дві ночі нової музики». Ініціаторка створення, фундаторка та Голова правління Міжнародної громадської організації Асоціація Нова Музика — Української секції Міжнародного товариства сучасної музики.
Професор Одеської музичної академії ім. А. В. Нежданової (композиція). Секретар правління Національної Спілки композиторів України.

## Нагороди
- Лауреатка всесоюзних та міжнародних композиторських конкурсів. Отримувала Гранти від фундації ім. Гайнріха Белля (Німеччина, 1995), ОААй (Німеччина, 1996), фундації Будинку Йоганнеса Брамса (Німеччина, 1996), Міжнародного фонду Відродження (Україна) та Національного фонду мистецтв СІМА (Нью-Йорк, США, 1996), вигравала Гранти на творчі резидентури у Шраяні (Німеччина, 1998), Ворпсведе (Німеччина, 2000), Ді Геге (Німеччина, 2002, 2003).
- Лауреатка Премії ім. Б. Лятошинського (2001).
- Заслужений діяч мистецтв України (2006).
- Лауреатка Національної премії України імені Тараса Шевченка в номінації «Музичне мистецтво» (2024) за кантати «Читаючи історію» за поезією Оксани Забужко, «Звідки ти, чорна валко, пташина зграє?» за поезією Сергія Жадана, Дуель-Дует для скрипки та контрабаса, Симфонію № 5[2].